# Ochrilidia geniculata
Ochrilidia geniculata är en insektsart som först beskrevs av Bolívar, I. 1913.  Ochrilidia geniculata ingår i släktet Ochrilidia och familjen gräshoppor. Inga underarter finns listade i Catalogue of Life.